# Michèle Bernier
Michèle Bernier (Parigi, 2 agosto 1956) è un'attrice e comica francese.

## Biografia
Figlia di Georges Bernier, più noto come Professeur Choron (1929-2005), scrittore ed umorista francese, è attrice di formazione teatrale. Con Mimie Mathy e Isabelle de Botton forma un trio comico tutto femminile che calca le scene per 7 anni. Inizia l'attività sul grande schermo nei primi anni ottanta, ma ottiene un grande riscontro soprattutto a teatro nel 2003, con l'adattamento del fumetto Le Démon de midi di Florence Cestac.
Ha avuto due figli dalla relazione di 15 anni con Bruno Gaccio, attore de Les Guignols de l'info, celebre trasmissione umoristica di Canal+.

## Filmografia parziale

### Cinema
- Le Roi des cons, regia di Claude Confortès (1981)
- Comment draguer toutes les filles, regia di Michel Vocoret (1981)
- Putain d'histoire d'amour, regia di Gilles Béhat (1981)
- Tête à claques, regia di Francis Perrin (1982)
- Le Joli Cœur, regia di Francis Perrin (1984)
- Vive les femmes!, regia di Claude Confortès (1984)
- Le Cowboy, regia di Georges Lautner (1985)
- Paulette, la pauvre petite milliardaire, regia di Claude Confortès (1986)
- Les Ténors, regia di Francis de Gueltzl (1993)
- Peccato che sia femmina (Gazon maudit), regia di Josiane Balasko (1995)
- Che resti tra noi (Ça reste entre nous), regia di Étienne Dhaene (1996)
- Ça reste entre nous, regia di Martin Lamotte (1998)
- Vive nous!, regia di Camille de Casabianca (2000)
- Deuxième Quinzaine de juillet, regia di Christophe Reichert (2000)
- The Tulse Luper Suitcases, regia di Peter Greenaway (2003)
- Le Genre humain, première partie: Les Parisiens, regia di Claude Lelouch (2004)
- Le démon de midi, regia di Marie-Pascale Osterrieth (2005)
- Le Courage d'aimer, regia di Claude Lelouch (2005)
- Roman de gare, regia di Claude Lelouch (2007)
- Crédit pour tous, regia di Jean-Pierre Mocky (2011)
- Adorabili amiche (Thelma, Louise et Chantal), regia di Benoît Pétré (2012)

### Televisione
- Alì Babà e i 40 ladroni (Ali Baba et les 40 voleurs), regia di Pierre Aknine - miniserie TV, 2 episodi (2007)
- Il faut marier maman, regia di Jérôme Navarro - serie TV (2012)
- Paradis amers, regia di Christian Faure - serie TV (2013)
- Pas d'inquiétude, regia di Thierry Binisti - serie TV (2014)
- Meurtres à Orléans, regia di Jean-Marc Seban - serie TV (2017)
- Né sous silence, regia di Thierry Binisti - serie TV (2018)
- I love you coiffure, regia di Muriel Robin - serie TV (2020)
- Coups de sang, regia di Christian Bonnet - serie TV (2021)
- Le mystère Daval, regia di Christophe Lamotte - serie TV (2022)

## Pubblicazioni
- (FR) Les histoires d'amour commencent toujours bien, Michel Lafon, 2001, ISBN 2-84098-653-1.
- (FR) Le Petit livre de Michèle Bernier, Presses du Châtelet, 2003, ISBN 978-2845920873.